# Jeff Schroeder
Jeffrey Kim Schroeder (4 de fevereiro de 1974 - ) é um músico de rock norte-americano, mais famoso por ser o guitarrista da banda de rock alternativo The Smashing Pumpkins.